# Biblioteca Nacional do Paraguai

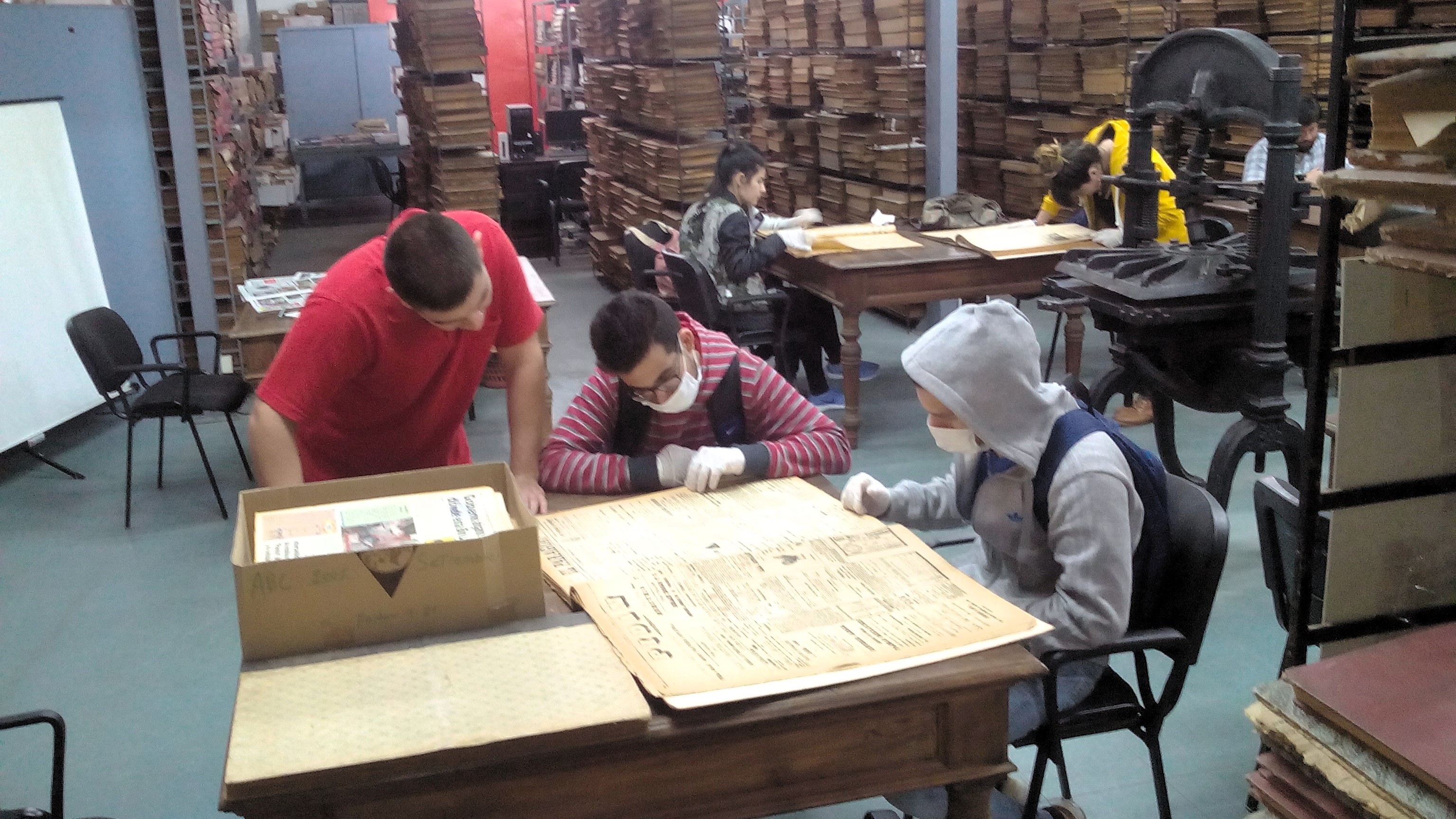

A Biblioteca Nacional do Paraguai (em espanhol: Biblioteca Nacional del Paraguay ) foi criada em 1887. É o depósito legal e a biblioteca de direitos autorais do Paraguai.